# آنخل خاویر اولیزولا
آنخل خاویر اولیزولا (انگلیسی: Javier Olaizola؛ زادهٔ ۲۸ نوامبر ۱۹۶۹) بازیکن فوتبال اهل اسپانیا است.
از باشگاه‌هایی که در آن بازی کرده‌است می‌توان به باشگاه فوتبال ایبار و باشگاه ورزشی رئال مایورکا اشاره کرد.
وی همچنین در تیم ملی فوتبال باسک بازی کرده‌است.